# D/1886 K1 Brooks
D/1886 K1 Brooks o Brooks 3 è una cometa periodica appartenente alla famiglia delle comete gioviane attualmente considerata una cometa perduta. È stata scoperta il 22 maggio 1886 dall'astronomo statunitense William Robert Brooks dal Red House Observatory, situato a Phelps   .

## Orbita
L'attuale orbita reale non è conosciuta in quanto l'ultima osservazione di questa cometa risale alla fine del XIX secolo, inoltre l'intero arco osservativo di questa cometa, dalla scoperta all'ultima osservazione, si estende a poco più di un mese, un arco temporale troppo breve per ricavare un'orbita veramente accurata.
L'orbita calcolata al tempo della scoperta aveva come caratteristica principale una piccola MOID col pianeta Giove: questa caratteristica comporta che la cometa poteva avere passaggi ravvicinati con Giove, ognuno dei quali in grado di cambiare drasticamente l'orbita della cometa, il primo dei quali dopo la scoperta della cometa è avvenuto a metà 1905, questo fatto potrebbe spiegare il perché la cometa non è più stata riosservata dopo la scoperta: una spiegazione alternativa alla mancata riscoperta potrebbe essere che la cometa al momento della sua scoperta fosse in una fase esplosiva pertanto molto più luminosa dell'usuale, in tal caso la prossima occasione di riscoperta ci sarà circa nella prima metà di maggio 2022.